# Зіццо III Шварцбурзький
Зіццо III фон Кефернбург ( нім. Sizzo III. von Käfernburg ) (бл. 1090 - 19 червня 1160 ) - родоначальник Шварцбурзького дому та 1-й граф Шварцбург. Син Гюнтера III (пом. між 1109 і 1114), сеньйора Кефернбурга, що вперше приєднав до своїх володінь замок Шварцбург. Його матір'ю була невідома на ім'я (у німецьких джерелах Матильда) дочка волинського князя Ярополка Ізяславича та Кунігунди фон Орламюнде.

## Біографія

### Правління
Зіццо III вперше згадується в документах у 1103 році. З 1114 фогт монастиря Паулінцелле.
Після смерті батька успадкував усі його володіння і в 1123 отримав титул графа Шварцбург.
У 1141 переніс свою резиденцію в Кефернбург. У 1143 році заснував цистерціанський монастир Святого Георгія, навколо якого пізніше виросло місто Георгенталь.
Після його смерті володіння були поділені між двома синами.

### Сім'я
- Гізела (пом. 20 березня 1142), дочка Адольфа I, графа Берга . Діти:
  - Мехтильда (пом. 1192); чоловік: Адольф II (пом. 6 липня 1164 р.), граф Гольштейна
  - Гізела ; чоловік: Фрідріх V фон Путелендорф
  - Генріх I (бл. 1130 - 26 липня 1184), граф Шварцбурга з 1160 року
  - Гюнтер IV (II) (бл. 1135 - після 15 січня 1197), граф Кефернбург з 1160, граф Шварцбург з 1184